# Katie Robertson
Katie Robertson, född 1989 i Sydney, är en australisk skådespelare.
Katie Robertson har bland annat medverkat i TV-serierna Rosehaven, Deadloch samt Five Bedrooms.

## Filmografi (i urval)
- 2016–2021 – Rosehaven (TV-serie)
- 2019–2023 – Five Bedrooms (TV-serie)
- 2023 – Deadloch (TV-serie)